# Döbrentey Gábor
Döbrentey Gábor (Szombathely, 1897. február 2. – Budapest, 1990. január 31.) magyar festőművész, restaurátor. Történelmi festészet, egyházi témák foglalkoztatták, de a II. világháború után többnyire műemléki restaurálással foglalkozott. Monumentális kompozíciókat, falképeket, portrékat és tájképet egyaránt festett.

## Tanulmányai
Szülővárosa ösztöndíjával került 1927-ben a kecskeméti művésztelepre, ahol Révész Imre tanítványa volt.
1928-tól a Képzőművészeti Főiskolán folytatta tanulmányait Glatz Oszkár, Dudits Andor és Nagy Sándor növendékeként.
Főiskolai tanulmányai utolsó három évében Glatz Oszkár ösztöndíjas tanársegédeként dolgozott.

## Élete, munkássága

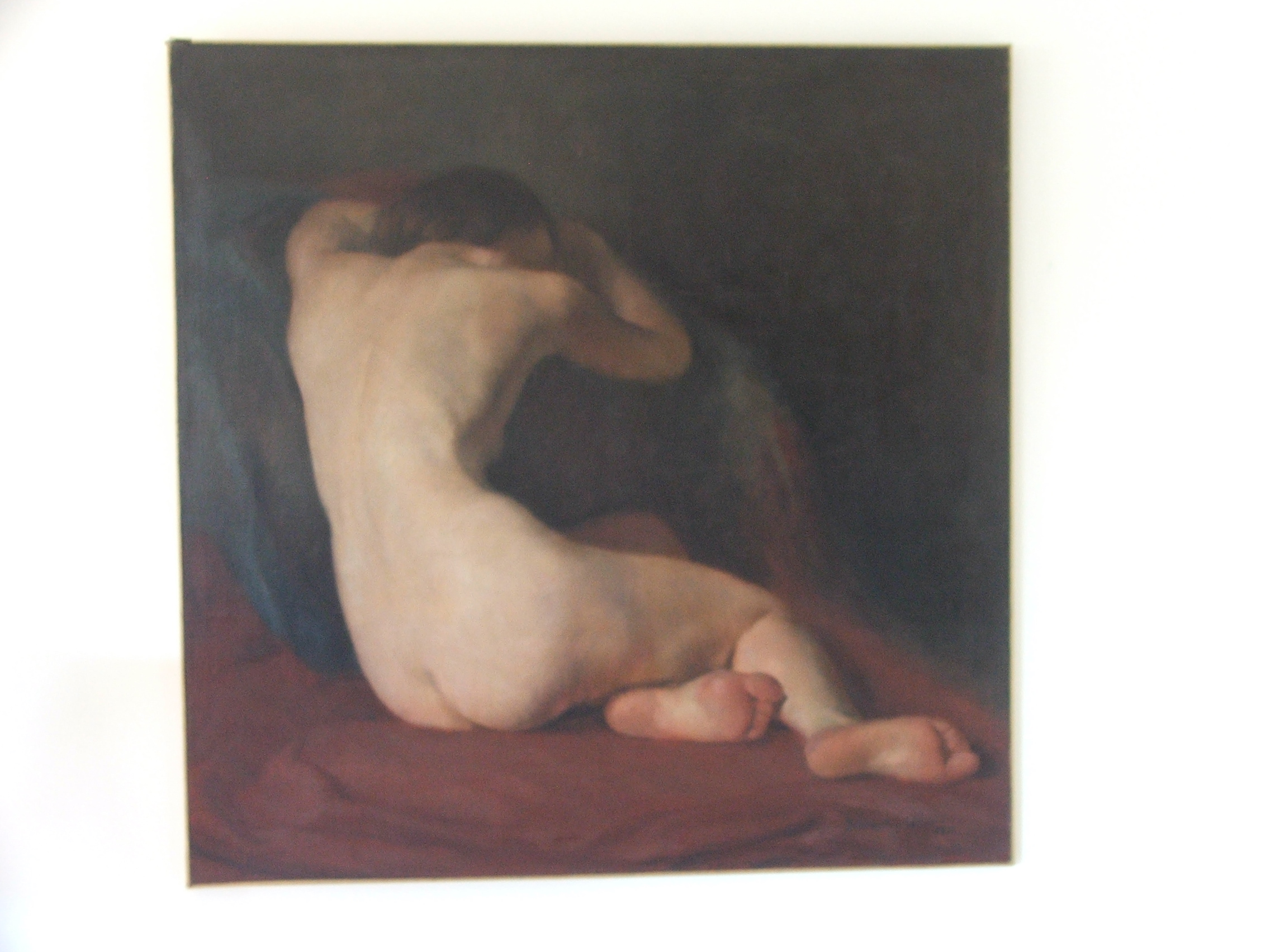
Döbrentey festménye 1932-ből

Az 1930-as, 1940-es évek állandó és sikeres kiállítóművésze volt.
1933 óta kiállításai voltak a Műcsarnokban, Nemzeti Szalonban, Ernst Múzeumban.
Tagja volt az Országos Magyar Képzőművészeti Társulatnak, a Magyar Képzőművészek Egyesületének és a Benczúr Társaságnak. Tájképeinek témái főleg a Balaton, a budai vár, a Duna, a Vérmező, a volt Tabán környék lankái. Számos pályadíjat nyert.
A II. világháború után műemlék-restaurálással foglalkozott. Részt vett az Országház, a Magyar Tudományos Akadémia, az Operaház, számos műemléktemplom és kastély restaurálásában.
Témái változatosak, monumentális történelmi és egyházi témájú képei mellett vidám, posztimpresszionisztikus jellegű tájképeket, városrészeket, portrékat festett.

## Díjai
- 1933. Budapest székesfőváros dicsérő elismerése
- 1933. Budapest székesfőváros díja
- 1934. Balló Ede-díj
- 1936. Pécs város Weber Xaver Ferenc-díj
- 1936. Ferenc József pályázat dicsérő elismerés
- 1938. Szent István évben kiírt pályázaton I. díj
- 1938. Miniszteri elismerés
- 1938. Budapest főváros részéről megbízás "Pacelli" fogadtatása
- 1939. Érem díj történelmi festményre
- 1941. Közoktatásügyi Minisztérium által kiírt történelmi pályázaton I. díj és megbízás a kép megfestésére. A kép a szombathelyi városháza tanácstermében nyert elhelyezést, ami a II. világháború alatt az épülettel együtt elpusztult.

## Válogatott csoportos kiállítások
- 1935, 1944. Nemzeti Képzőművészeti Kiállítás, Műcsarnok, Budapest
- 1935, 1939. Nemzetközi Képkiállítás, Nemzeti Szalon, Budapest
- 1938. Szent István király kiállítás, Műcsarnok, Budapest
- 1940, 1942. Magyar művészetért kiállítás, Műcsarnok, Budapest
- 1946. Magyar Képzőművészetért Mozgalom kiállítás, Ernst Múzeum, Budapest
- 1947. Magyar Művészhetek, Ernst Múzeum, Budapest

## Válogatott egyéni kiállítások
- 1984. Szombathely, Derkovits Gyula terem
- 1986. Pécs, Képcsarnok, Ferenczy terem
- 1988. Pécs, August Senoa Délszláv klub
- 1988. Nyíregyháza, Váci Mihály Művelődési Központ
- 2011. Szombathely, Képtár

## Köztéri művek
- 1938. Szombathelyi Városháza közgyűlési terem
- 1943. secco, (római katolikus templom, Kisbér)
- Olajfestmény (Pécs belvárosi templom)
- Olajfestmény (Máriabesnyői templom)
- Secco (római katolikus templom, Vasvár(wd))
- Secco (Szent Adalbert plébániatemplom, (Hatvan)
- Secco (római katolikus templom, (Fertőszentmiklós)